# Forum culturel autrichien (Paris)

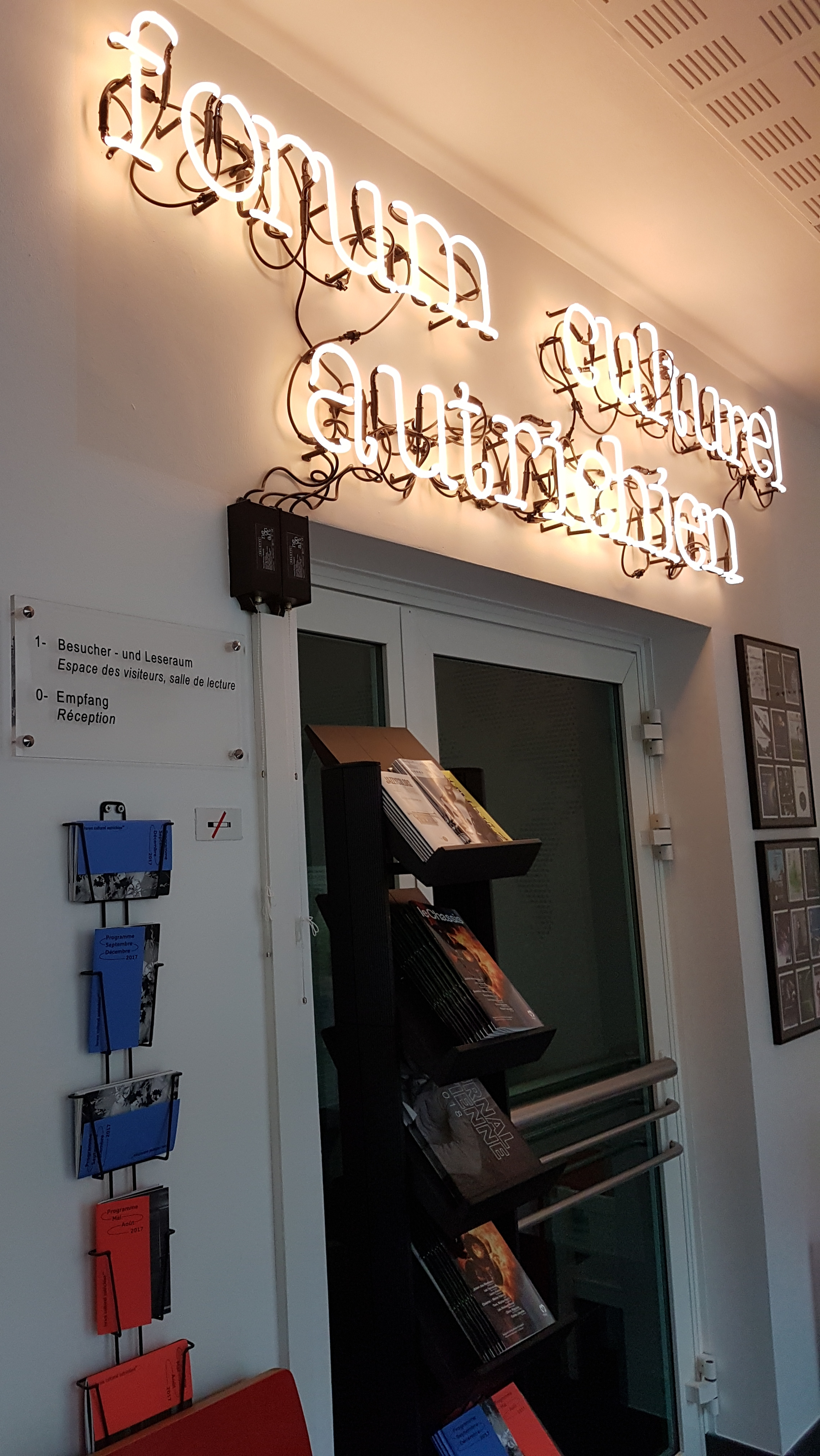
Entrée du Forum Culturel Autrichien

Situé au 17 avenue de Villars, dans le 7ème arrondissement de Paris, le Forum Culturel Autrichien de Paris a été inauguré en 1954.

## Histoire
Le Forum Culturel Autrichien (FCA Paris, en all. Österreichisches Kulturforum Paris) a été fondé en 1954 en tant que plateforme pour l’art, la culture et les sciences autrichiennes en France et agit comme médiateur entre des créateurs culturels et des scientifiques autrichiens et des partenaires français. Les formes d’expression culturelles contemporaines sont au cœur de l’engagement du FCA. Le FCA Paris fait partie du réseau des forums culturels du Ministère fédéral de l'Europe, de l'Intégration et des Affaires étrangères de l’Autriche. 

## Mission et activités
La culture extérieure d’Autriche, qui est conceptualisée par le Ministère fédéral de l'Europe, de l'Intégration et des Affaires étrangères de l’Autriche, a pour objectif de faire valoir et de soutenir l’innovation et la créativité de l’Autriche à l’étranger dans les domaines de l’art, la culture et les sciences. La promotion des formes d’expression culturelles contemporaines est au cœur de ses missions.
Le FCA Paris vise à faire valoir le prestige international de l’Autriche comme nation culturelle moderne, ouverte et vibrante et de promouvoir l’échange culturel et scientifique dans et avec la France. Les grands axes thématiques pour les années 2015 à 2018 sont formulés dans le « Auslandskulturkonzept 2015-2018 » de la manière suivante : Film et nouveaux médias, architecture, danse, les femmes dans l’art et les sciences, et l’Autriche comme site de dialogue.
Les piliers de la coopération du FCA Paris sont les réseaux des lecteurs autrichiens dans 16 universités en France, les assistants linguistiques (environ une centaine) ainsi que les programmes de résidence artistique avec la Cité internationale des Arts Paris. Le FCA Paris est membre du réseau des forums culturels à Paris (FICEP) ainsi que du réseau des instituts culturels nationaux de l’Union européenne (EUNIC). 

## Bibliothèque
Le FCA Paris dispose d’une bibliothèque avec environ 33.000 médias. Parallèlement à l’emprunt de livres et de DVDs, le FCA propose des briefings sur l’Autriche à des groupes scolaires et étudiants.